# Apisa microcanescens
Apisa microcanescens là một loài bướm đêm thuộc phân họ Arctiinae, họ Erebidae.